# Pero
Segons la mitologia grega, Pero (en grec antic: Πηρώ) va ser una filla de Neleu, rei de Pilos, i de Cloris.
Tenia una gran bellesa, segons diu Homer, i la van demanar en matrimoni moltes vegades. Però Neleu, que no se'n volia separar, exigia com a dot els bous d'Íficle. Va ser la primera esposa de Biant, quan aquest, gràcies al seu germà Melamp, va aconseguir el ramat després d'enganyar el terrible gos que el vigilava.
De Biant i Pero van néixer molts fills: Perialces, Areu, Alfesibeu, Tàlau, Leòdoc. Més endavant, Biant va abandonar Pero, quan ell es va casar amb una de les filles de Pretos, rei d'Argos.